# Codes du Football
 (octobre 2023).
Si vous disposez d'ouvrages ou d'articles de référence ou si vous connaissez des sites web de qualité traitant du thème abordé ici, merci de compléter l'article en donnant les références utiles à sa vérifiabilité et en les liant à la section « Notes et références ».
Les Codes du Football (en anglais : Football codes) sont, dans le monde anglo-saxon, et plus précisément au Royaume-Uni, dans ses ex-dominions ainsi qu'en Irlande, l'appellation générique donnée au football (Football association), aux variantes du rugby (Rugby football union et Rugby league football), au football gaélique et au football australien, tous réputés procéder d'une même généalogie. L'affiliation à cet embranchement du football nord-américain (règles américaines, règles canadiennes) ou gridiron football en anglais, quoiqu'historiquement attestée, est rarement considérée[réf. nécessaire].